# Cirrus Vision SF50
El Cirrus Vision SF50 (también conocido como Vision Jet) es un jet monomotor muy ligero, diseñado y producido por Cirrus Aircraft de Duluth, Minnesota, Estados Unidos.
El 28 de junio de 2007, Cirrus presentó un modelo de avión y un prototipo el 26 de junio de 2008 . Realizó su primer vuelo el 3 de julio de 2008. El desarrollo se ralentizó en 2009 debido a la falta de financiación. En 2011, Cirrus fue comprada por CAIGA, una empresa china que financió el proyecto un año después. En consecuencia, el primer prototipo voló el 24 de marzo de 2014, seguido de otros dos prototipos el mismo año. El programa de pruebas de vuelo resultó en una subvención de la Administración Federal de Aviación (FAA) el 28 de octubre de 2016 . Las entregas comenzaron el 19 de diciembre de 2016 .
Impulsado por un turbofán Williams FJ33, el Vision SF50 consta de siete asientos, está presurizado, tiene una velocidad de 300 nudos (560 km/h) y tiene un alcance de más de 1200 nm (2200 km). Para uso de emergencia, tiene un sistema de paracaídas balístico, que se conoce como Cirrus Airframe Parachute System (CAPS).
Para octubre de 2019, ya se habían entregado 150 aviones, la mayoría para el mercado estadounidense. En diciembre de 2024, la compañía Cirrus anuncia la entrega de ya 600 aviones del tipo “Vision Jet“. 

## Desarrollo

### Nombre
De 2006 a 2008, el diseño se desarrolló bajo el nombre de proyecto "The Jet". Cirrus anunció el nombre comercial de "Vision SJ50" el 9 de julio de 2008. En marzo de 2009, el avión pasó a llamarse "Vision SF50" y fue certificado oficialmente como "Modelo SF50" el 28 de octubre de 2016. Desde su introducción al mercado en 2016, se le denomina comúnmente "Vision Jet ".

### Producción
El primer cliente recibió el Vision SF50 el 19 de diciembre de 2016. La ceremonia de entrega al cliente se llevó a cabo en el nuevo centro de fabricación de $ 16 millones y 6500 m² en Duluth, donde Cirrus emplea a más de 750 personas.
En abril de 2017, Cirrus planeó entregar entre 25 y 50 aviones ese año y entre 75 y 125 en 2018. Dado que el 15 % de sus pedidos están destinados al mercado europeo, Cirrus recibió la certificación EASA en 2017. En julio de 2017, se entregaron siete aviones y se estaba produciendo uno a la semana.
El 19 de diciembre de 2018, Dale Klapmeier anunció que dejaría el cargo de CEO de la empresa en el primer semestre de 2019. A fines de 2018, se habían entregado 88 aviones, incluidos 63 ese año, mientras que 540 pedidos estaban pendientes. El objetivo de Cirrus era aumentar la producción a 80 aviones en 2019 y 100 en 2020 . En octubre de 2019, el mercado de EE. UU. Representó el 85 % de las entregas, pero se prevé que caiga al 75 % para 2020 a medida que el número de entregas internacionales sigue creciendo.
A partir de 2020, Cirrus ofrecerá un sistema opcional de aterrizaje de emergencia Garmin que comienza con solo presionar un botón. Construido sobre la aviónica integrada G3000 para el nuevo modelo G2, el sistema será el primero en aviación general junto con el Piper M600. Cirrus llama a la tecnología "Retorno seguro". Ofrecido por $  170 000 como equipamiento extra, permite aterrizar en pistas de más de 1779 m, sin la intervención de un piloto.

## Variantes
G2 Vision Jet
El 8 de enero de 2019, se anunció la versión G2, que permite un techo de 9400 m (31 000 pies) y mejora el alcance a más de 2200 km, y permite una carga útil adicional de 68 kg. Está equipado con acelerador automático, panel de instrumentos mejorado y mejoras en la cabina del avión. Su precio base aumentó a $ 2,38 millones, llegando a $ 2,75 millones con opciones.